# یواس‌اس بورفیش (اس‌اس-۳۲۷)
یواس‌اس بورفیش (اس‌اس-۳۲۷) (به انگلیسی: USS Boarfish (SS-327)) یک زیردریایی بود که طول آن ۳۱۱ فوت ۹ اینچ (۹۵٫۰۲ متر) بود. این زیردریایی در سال ۱۹۴۴ ساخته شد.